# سانیچ (بریتیش کلمبیا)
سانیچ (به انگلیسی: Saanich) یک شهرداری ناحیه در کانادا است که در Capital Regional District واقع شده‌است. سانیچ ۱۰۳٫۷۸ کیلومتر مربع مساحت دارد ۲۳ متر بالاتر از سطح دریا واقع شده‌است.